# Girolamo Cinozzi

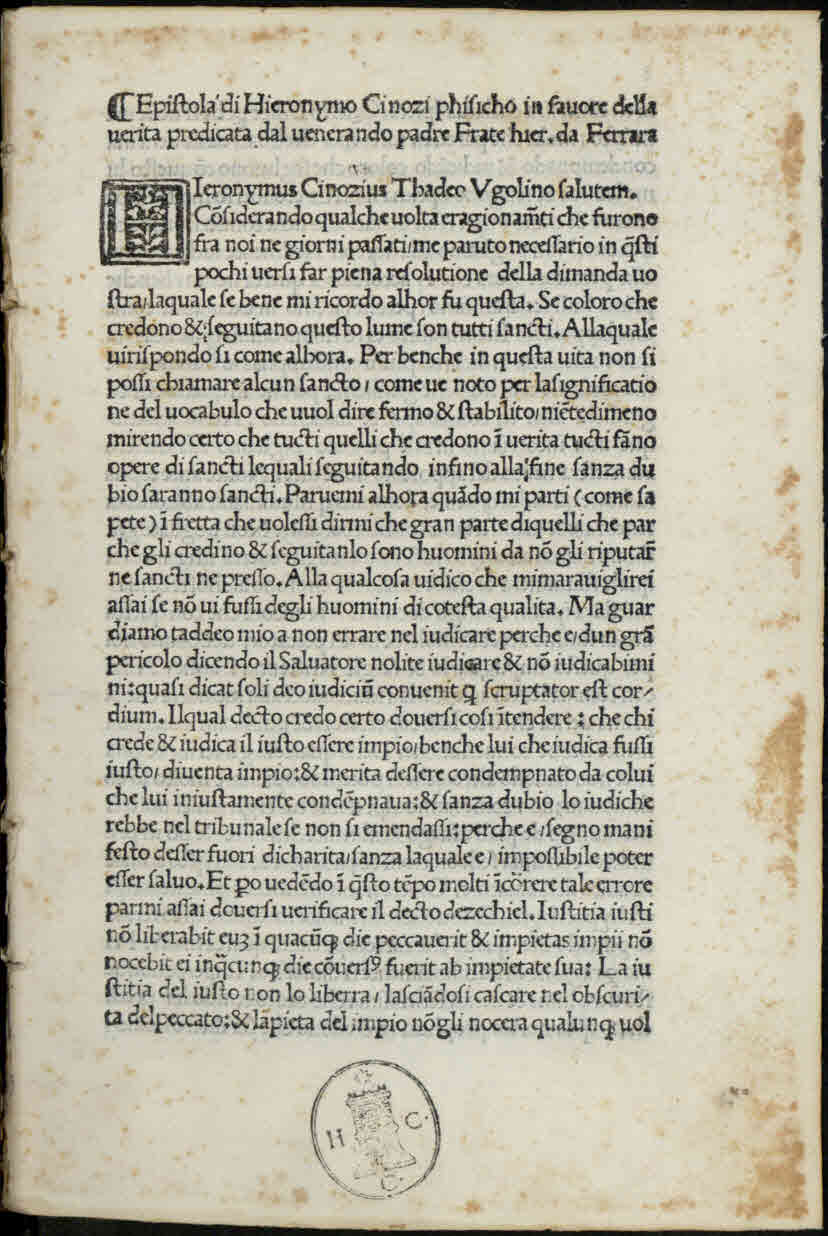
Epistola in favore della verità predicata da Girolamo Savonarola, 1497 circa

Girolamo Cinozzi (Firenze, 22 aprile 1461 – 1529 o più tardi) è stato un medico e scrittore italiano.

## Biografia
Suo padre era Angelo di Cinozzo e sua madre Ginevra di Piero dal Pozzo Toscanelli, figlia di un fratello di Paolo dal Pozzo Toscanelli. Studiò logica e medicina a Pistoia (nel 1480) e poi Pisa, dove era presente nel 1481, 1482 e 1485. Nel 1485 si laureò e cominciò il lavoro di medico a Firenze. Nel 1487 sposò la patrizia Gismonda Falconieri.
Sostenne Girolamo Savonarola, anche con vari scritti nel 1497 fra cui una lettera contro Angelo da Vallombrosa. Credeva nel rinnovamento della Chiesa per mezzo delle riforme fiorentine.

## Opere
- Epistola contro l'Abate Anachorita, Firenze, Bartolomeo de' Libri, 1497.
- Epistola in favore della verità predicata da Girolamo Savonarola, Firenze, Bartolomeo de' Libri, 1497.